# Exology Chapter 1: The Lost Planet
Exology Chapter 1: The Lost Planet (stilizzato come EXOLOGY CHAPTER 1: THE LOST PLANET) è il primo album dal vivo della boy band sudcoreana-cinese EXO. È stato pubblicato il 22 dicembre 2014 su etichetta SM Entertainment.

## Descrizione
Contiene 2 CD e un totale di 36 canzoni, incluse tracce individuali di ciascuno dei membri e versioni in studio di alcune delle canzoni remixate in coreano e mandarino. L'album è stato pubblicato in due versioni: una versione normale e una versione speciale.

## Tracce

### CD1
1. The Lost Planet – 4:29
2. Haka – 0:45
3. Mama (Rearranged) – 4:26
4. Let Out The Beast – 3:33
5. Lay – I'm Lay – 1:12
6. Moonlight – 4:27
7. Chanyeol – Delight – 1:45
8. Angel – 3:02
9. Black Pearl (Rearranged) – 3:09
10. Chen – Up Rising – 1:45
11. XOXO (Kisses & Hugs) – 3:14
12. Sehun – Beat Maker – 1:32
13. Love, Love, Love (Rearranged) – 3:44
14. Thunder – 3:12
15. D.O. – Tell Me What Is Love – 1:49
16. My Lady – 3:33
17. Baekhyun – My Turn To Cry – 3:33
18. Baby Don't Cry – 4:04

Durata totale: 53:14

### CD2
1. Machine – 2:41
2. Xiumin – Breakin' Machine – 1:05
3. 3.6.5 – 3:08
4. History – 3:31
5. Suho – Beautiful – 1:31
6. Peter Pan – 3:53
7. Tao – Metal – 1:25
8. Kai – Deep Breath – 1:28
9. Overdose – 3:28
10. Wolf - The Legend Begins – 0:37
11. Wolf – 3:52
12. Growl – 3:28
13. Lucky – 3:29
14. Black Pearl (Rearranged) (Studio Version) – 3:09 – Bonus Track
15. Love, Love, Love (Acoustic Version) – 3:46 – Bonus Track
16. Wolf (Stage Version) (Studio Version) – 4:16 – Bonus Track
17. Growl (Stage Version) (Studio Version) – 5:29 – Bonus Track
18. December, 2014 (The Winter's Tale) – 3:37 – Bonus Track

Durata totale: 53:53

## Classifiche

### Classifiche settimanali
| Classifica (2014) | Posizione massima |
| ----------------- | ----------------- |
| Corea del Sud     | 1                 |
| Giappone          | 22                |

### Classifiche mensili
| Classifica (2014) | Posizione massima |
| ----------------- | ----------------- |
| Corea del Sud     | 1                 |

## Premi e nominations

### Premi nei programmi musicali
| Canzone                            | Programma          | Data            |
| ---------------------------------- | ------------------ | --------------- |
| December, 2014 (The Winter's Tale) | M Countdown (Mnet) | 1º gennaio 2015 |
| December, 2014 (The Winter's Tale) | Music Bank (KBS)   | 2 gennaio 2015  |

## Date di pubblicazione
| Paese         | Data             | Formato               | Etichetta        |
| ------------- | ---------------- | --------------------- | ---------------- |
| Corea del Sud | 22 dicembre 2014 | CD, download digitale | SM Entertainment |
| Mondo         | 22 dicembre 2014 | Download digitale     | SM Entertainment |